# ルイ・アントワーヌ (アングレーム公)
ルイ・アントワーヌ・ド・フランス（フランス語: Louis Antoine de France、1775年8月6日 - 1844年6月3日）は、フランス王国の王太子（）。弟にベリー公シャルル・フェルディナン・ダルトワがいる。

## 生涯
1775年、アルトワ伯シャルル（後のフランス王シャルル10世）と妃マリー・テレーズ・ド・サルデーニュ（サルデーニャ王ヴィットーリオ・アメデーオ3世の娘）の長男としてヴェルサイユに生まれる。伯父ルイ16世によってアングレーム公の称号を授けられる。フランス革命後は家族と共に亡命生活を送る。
ロンドンに亡命中の1799年、ロシアのクールラントに亡命宮廷を開いていた伯父ルイ18世の勧めにより、ルイ16世とマリー・アントワネットの長女で従妹のマリー・テレーズと結婚。結婚後はコンデ公らと対ナポレオン戦争に加わった。
1815年の百日天下が終わって第二次復古王政が始まると、白色テロを行う超王党派の1人として国内で弾圧を行った。スペインでリエゴ大佐の反乱に始まる革命が起こると、1823年にフランス軍を派遣して王党派を支援し、フェルナンド7世の復位に寄与した。しかし、ルイ・アントワーヌはイギリスでの長い亡命生活から議会政治への憧れがあり、絶対王制を強く支持する妻とは口論になる事も多かった。
1824年に父アルトワ伯が国王シャルル10世として即位すると王太子に立てられ、妻と共に国内視察や慈善活動を行ったが国内の評価は低かった。7月革命によって再び亡命生活を送る。なお、父シャルル10世の退位後、短時間だが形式的に王位を継承したともされ、ルイ19世と呼ばれることがある。しかし、ルイ・アントワーヌは国民に不人気だったため、父王から弟の遺児シャンボール伯アンリ・ダルトワへの譲位にただちに同意せざるを得なかった。結局、両者とも実際には即位できず、オルレアン公ルイ・フィリップが議会によって国王に擁立され、7月王政が成立した。
フランス追放後には、姓はド・ブルボンからド・フランスに改め、ルイ19世およびアングレーム公爵以外では、ルイ・アントワーヌ・ド・フランスを名乗った。
1844年、ゴリツィア（当時オーストリア帝国領、現在イタリア領）で癌に侵され闘病中に失明、死去した。夫婦仲は良かったが、子女には恵まれなかった。